# Hotshot Racing
Hotshot Racing (раньше Racing Apex) — компьютерная игра в жанре аркадного симулятора автогонок, разработанная компаниями Sumo Digital и Lucky Mountain Games и изданная Curve Digital. Выпуск игры состоялся 10 сентября 2020 года на Windows, PlayStation 4, Xbox One и Nintendo Switch.

## Геймплей
В Hotshot Racing присутствуют четыре режима: «заезд на скорость», «гран-при», «копы и грабители» и «просто бомба». Есть возможность локального мультиплеера с разделённым экраном на четверых человек и сетевая игра на восьмерых. В «копах и грабителях» игроков разделяют на две команды: грабителей и полицейских, когда патрульная машина догоняет преступников, то те переходят на сторону полиции и продолжаюи охоту на своих бывших союзников. В режиме «просто бомба» в каждой машине заложена взрывчатка, реагирующая на понижение скорости, минимальный порог которой постоянно растёт.
Всего в Hotshot Racing представлено 16 трасс, разделённых на четыре кубка, которые игрок получает в зависимости от выбранной сложности. В игре есть выбор персонажей, у каждого из которых своя индивидуальность и национальность, например, американка Алекса участвует в гонке, потому что не хочет становиться механиком, как её отец. У каждого персонажа есть своя уникальная концовка при выигрыше за него в Гран-при.
Стиль Hotshot Racing вдохновлён гоночными симуляторами 1990-х типа Ridge Racer с угловатой визуальной эстетикой и низкими полигонами. 

## Отзывы
| Сводный рейтинг        | Сводный рейтинг                                    |
| Агрегатор              | Оценка                                             |
| ---------------------- | -------------------------------------------------- |
| Metacritic             | (PC) 71/100 (PS4) 77/100 (NS) 76/100 (XONE) 79/100 |
| Иноязычные издания     |                                                    |
| Издание                | Оценка                                             |
| The Indie Game Website | 90/100                                             |
| Screen Rant            | 80/100                                             |
| Play! Zine             | 80/100                                             |
| Nintendo Life          | 80/100                                             |
| PC Magazine            | 70/100                                             |

Hotshot Racing была встречена в основном положительными оценками. В издании The Indie Game Website написали: «Hotshot Racing — это всё, что может пожелать поклонник аркадных гонок, особенно если у вас есть тёплые воспоминания о классике жанра. Самое главное в это весело играть». В Play! Zine посчитали, что данная игра «сочетает в себе лучшие элементы аркадных гоночных игр 90-х годов с низкополигональной графикой, персонажами и довольно хорошей механикой вождения и дрифта». Портал Screen Rant посчитал, что «Hotshot Racing — это не радикальное изменение для гоночного жанра, но она включает в себя ретро-эстетику и современные элементы управления таким образом, что кажется свежей и новой. Это игра отвергает гиперреализм большинства гоночных игр и вместо этого акцентирует внимание на ностальгии игроков таким образом, что это не может не оставить улыбку на лице любого, кто помнит, как тратил своё пособие на свою любимую аркаду».
Издание PC Magazine написал, что игра «захватит ретро-гонщиков». В Nintendo Life резюмировали: «Если вам нравится внешний вид Hotshot Racing, и вы можете оценить эстетические прелести чего-то, что выглядит нарочито низкокачественным и полигональным, действие, которое оно предлагает на трассе, отлично подкрепляет стиль игры содержанием. Это превосходная гоночная игра, которая по-настоящему оттачивает механику вождения и дарит волнующие впечатления, которые понравятся как новичкам, так и ветеранам [жанра]».